# Pierre-François-Guillaume Boullay

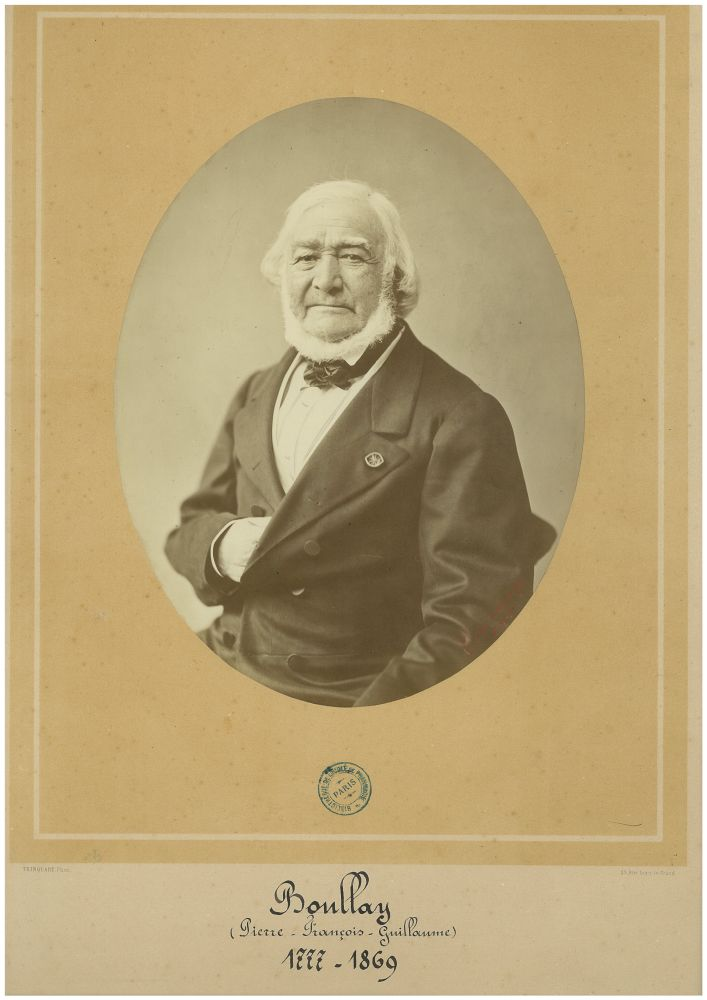
Pierre-François-Guillaume Boullay

Pierre-François-Guillaume Boullay (* 21. April 1777 in Caen; † 3. November 1869 in Paris) war ein französischer Chemiker und Apotheker.
Boullay studierte Chemie und Pharmazie in Paris (zuerst als Apothekerlehrling) und war Schüler und Assistent von Louis-Nicolas Vauquelin, ab 1798 hatte er eine Apotheke in Paris. 1803 wurde er in die Société de pharmaci aufgenommen und 1818 wurde er promoviert.
Er wandelte als Erster einen Alkohol in einen Ether um durch Dehydrierung mit Säure. Boullay war der Erfinder der Perkolationsmethode zur Extraktion pflanzlicher Wirkstoffe. Er veröffentlichte unter anderem über Äther, den Duftstoff von Duftveilchen und den psychoaktiven (Koka der Levante) Wirkstoff der Scheinmyrte (Picrotoxin, das er als Erster 1812 isolierte).
Er war 1809 an der Gründung des Bulletin de pharmacie beteiligt (ab 1815 Journal de Pharmacie et de Chimie). 1861 organisierte er den internationalen Pharmazeutikerkongress in Paris.
Er war ab 1820 Mitglied der Académie nationale de médecine, deren Präsident er ab 1834 war, und er war Offizier der Ehrenlegion.